# Fontaine-lès-Clerval
Fontaine-lès-Clerval is een gemeente in het Franse departement Doubs (regio Bourgogne-Franche-Comté) en telt 234 inwoners (2005). De plaats maakt deel uit van het arrondissement Montbéliard.

## Geografie
De oppervlakte van Fontaine-lès-Clerval bedraagt 11,6 km², de bevolkingsdichtheid is 20,2 inwoners per km².

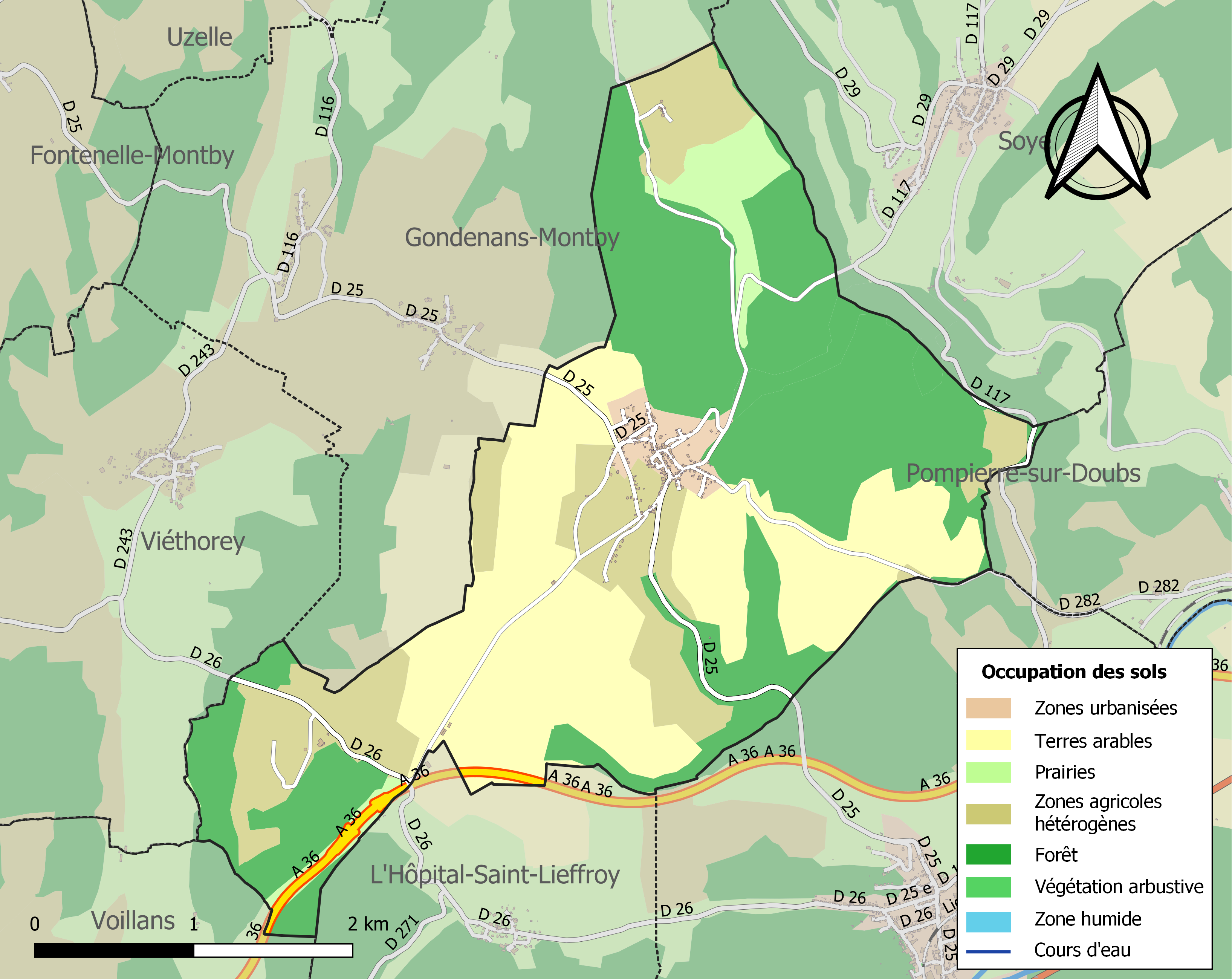
Kaart van de gemeente met de belangrijkste infrastructuur, bodemgebruik en omliggende gemeenten

## Demografie
Onderstaande figuur toont het verloop van hlinks et inwonertal (bron: INSEE-tellingen).